# Підводні човни проєкту 617
| Підводні човни проєкту 617 | Підводні човни проєкту 617              | Підводні човни проєкту 617              |
| -------------------------- | --------------------------------------- | --------------------------------------- |
|                            |                                         |                                         |
|                            |                                         |                                         |
|                            |                                         |                                         |
| Під прапором               | СРСР                                    | СРСР                                    |
| Спуск на воду              | 5 лютого 1952 р (1 човен)               | 5 лютого 1952 р (1 човен)               |
| Виведений зі складу флоту  | 1961 рр                                 | 1961 рр                                 |
| Проєкт                     |                                         |                                         |
| Тип ПЧ                     | Дизельний підводний човен (аеробний)    | Дизельний підводний човен (аеробний)    |
| Головний конструктор       | Антіпін А.А, Ковальов С. М.             | Антіпін А.А, Ковальов С. М.             |
| Класифікація НАТО          | Whale                                   | Whale                                   |
| Основні характеристики     |                                         |                                         |
| Швидкість (надводна)       | 11 вузлів (21 км/год)                   | 11 вузлів (21 км/год)                   |
| Швидкість (підводна)       | 20 вузлів (38 км/год)                   | 20 вузлів (38 км/год)                   |
| Робоча глибина занурення   | 170 м                                   | 170 м                                   |
| Гранична глибина занурення | 200 м                                   | 200 м                                   |
| Автономність плавання      | 45 діб                                  | 45 діб                                  |
| Екіпаж                     | 51 осіб                                 | 51 осіб                                 |
| Розміри                    |                                         |                                         |
| Довжина найбільша (по КВЛ) | 62,2 м                                  | 62,2 м                                  |
| Ширина корпусу найб.       | 6,1 м                                   | 6,1 м                                   |
| Середня осадка (по КВЛ)    | 5,1 м                                   | 5,1 м                                   |
| Водотоннажність надводна   | 950 т                                   | 950 т                                   |
| Озброєння                  |                                         |                                         |
| Торпедно- мінне озброєння  | Носові: 6 ТА калібру 533-мм (12 торпед) | Носові: 6 ТА калібру 533-мм (12 торпед) |

Підводні човни проєкту 617 — радянський експериментальний підводний човен з парогазотурбіною установкою Вальтера, як з головною енергетичною установкою. Побудовано і передано флоту 1 човен цього проєкту. Човен був прийнятий флотом, але в серію не пішов.

## Історія
Після Другої світової війни німецькі човни з двигунами Вальтера і проєктна документація попали в руки союзників. Зокрема СРСР отримав матеріали з конструкторського бюро «Глюкауф», котре займалося проєктування тих човнів. У 1946 році ЦКБ-18 виконало пророблення проєкту 616, основаного на німецькому проєкті XXVI. Але через малу швидкість (19 вузлів) і через малий запас плавучості (10 %) в серію цей проєкт не пішов. В 1947 році було прийнято рішення про створення на території Німеччини особливого КБ, з метою відновлення проєкту парогазотурбіни системи Гельмута Вальтера. Одночасно в ЦКБ-18 розпочалися роботи по створенню проєкту човна з ПГТУ, зібраного частково з трофейних механізмів. Для цього було створено СКБ-143 під керівництвом А. А. Антіпіна. Експериментальні дослідження проходили в спеціально переобладнаних цехах заводу № 196 «Судомех».
5 лютого 1951 році було розпочато будівництво човна під керівництвом Ф. І. Майорова, рівно через рік після закладки човен був спущений на воду. Заводські випробування тривали три роки. Командиром корабля був М. Г. Симонов. У 1954 році, післі виходу на пенсію А. А. Антипіна, головним конструктором став С. М. Ковальов. У травні 1956 року човен увійшов у склад флоту під позначенням С-99.

## Конструкція
Двокорпусна, запас плавучості становив 28 %. Від німецького проєкту було взято систему шноркеля, систему продувки цистерн головного баласту вихлопними газами дизеля, систему гідравлічного обладнання замість пневматики, були встановлені дизель-компресори для поповнення запасів повітря високого тиску.

## Корпус
Міцний корпус був розділений на 6 відсіків;
1.носовий, торпедний;
2.акумуляторний, житловий;
3.командний пост, каюта командира, системи гідравліки;
4.дизельний, дизель-генератор, пост управління ПГТУ, допоміжні механізми;
5.турбінний, герметичний через часті пожежі спричинені витоком перекису водню;
6.кормовий, електродвигун малого ходу.

## Енергетичне обладнання

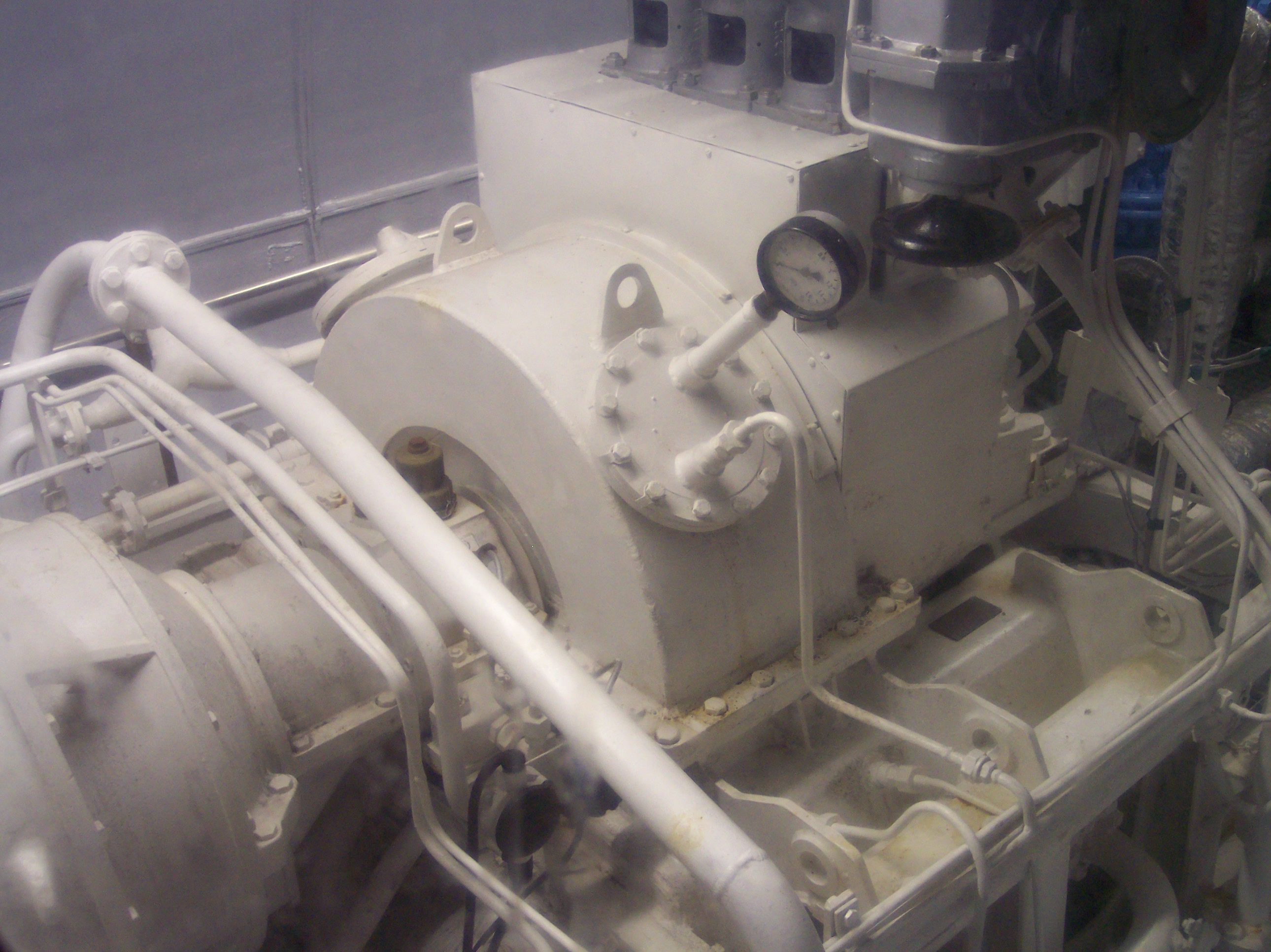
Турбіна системи Вальтера

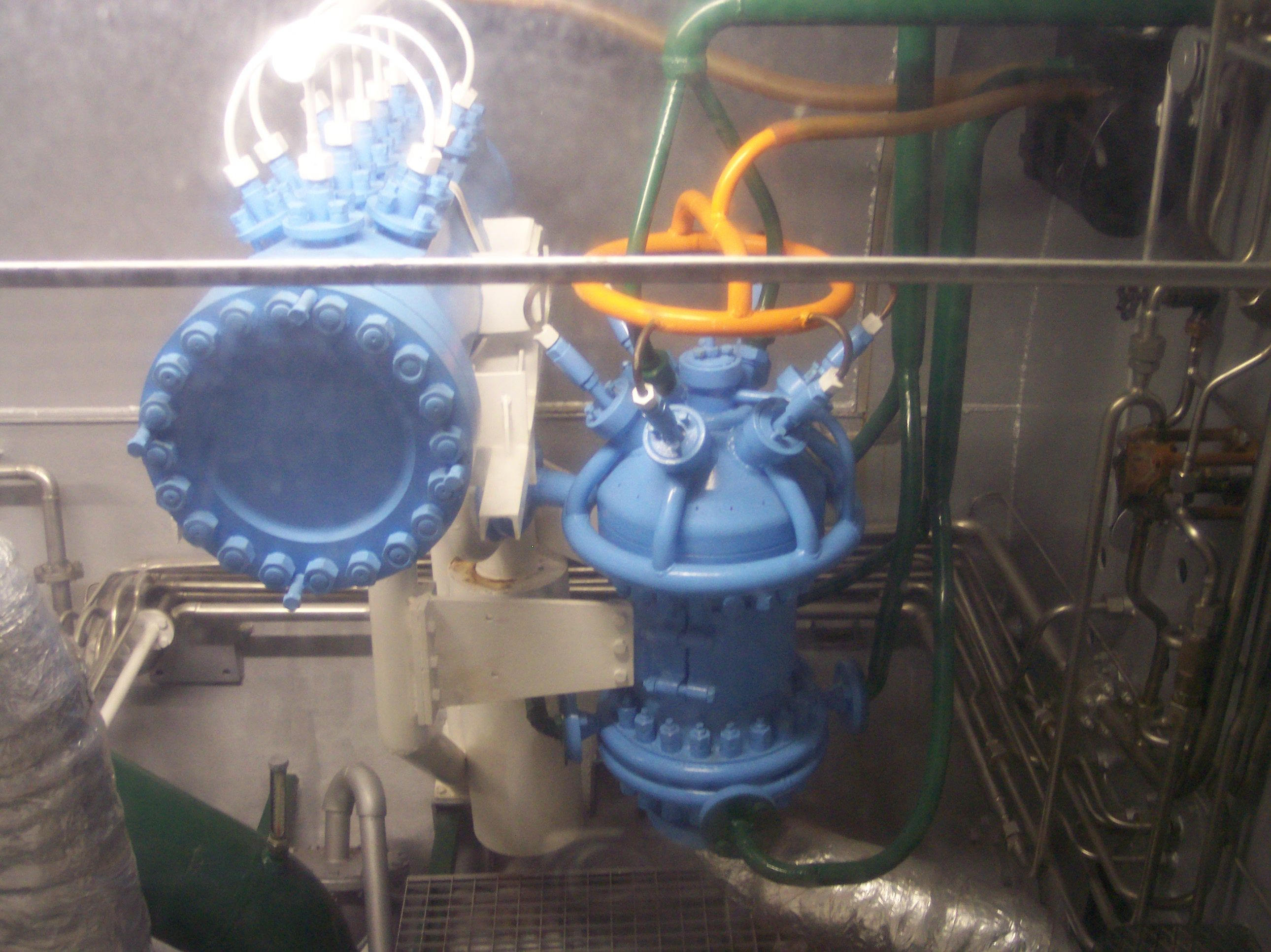
Парогенератор системи Вальтера

Дизель-електрична плюс парогазотурбіна Вальтера: 1 дизель 8Ч 23/30 потужністю 60 к.с. Парогазотурбінна установка (ПГТУ) потужністю 7 250 к.с. Один гребний електродвигун ПГ-100 потужністю 540 к.с. Один електродвигун економічного ходу ПГ-105 потужністю 200 к.с.
Принцип роботи парогазотурбінної установки базувався на циклі турбіни Вальтера: висококонцентрована перекис водню розкладалася на воду і кисень. Кисень надходив в камеру згоряння, потім туди вприскувалось спеціальне паливо і прісна вода. Утворена парогазова суміш під високим тиском обертала т турбіну. При завершені циклу продукти згоряння охолоджувалися; непотрібну вуглекислоту видаляли за борт, а вода спрямовувалася на черговий цикл.

## Радіоелектронне і гідроакустичне обладнання
Радіоелектронне обладнання човна, засоби навігації, спостереження і зв'язку були аналогічними типовому обладнанню серійних ДПЧ проєкту 611:
- радіолокаційна станція «Флаг»,
- гідролокаційна станція «Тамір-5 ЛС»,
- шумопеленгаторна станція «Марс — 24 КИГ»,
- радіоприймачі і передавачі різних діапазонів,
- стандартний перископ и перископ з нерухомим окуляром для спостереження за горизонтом.

## Озброєння
Шість торпедних апаратів калібру 533-мм з боєзапасом у 12 торпед. Від встановлення на човні артилерійського озброєння, по аналогії до інших проєктів того часу, відмовилися для мінімалізації опору при руху підводним ходом.

## Експлуатація
Човен С-99 був включений до складу Окремої бригади навчальних і ремонтованих ПЧ, котра базувалася в Ломоносові З 1956 по 1959 човен здійснив 98 виходів в море, пройшовши більше 6000 миль в надводному положенні і близько 800 миль під водою, з них 315 миль на ПГТУ.
17 травня 1959 року човен вийшов на полігон поблизу Лієпаї для навчально-тренувальних запусків ПГТУ. 19 травня були проведені успішні запуски ПГТУ на глибинах 40 і 60 м. При запуску ПГТУ на глибині 80 м відбувся потужний вибух і човен почав занурюватися з диферентом на корму. Командир В. П. Рябов віддав наказ про швидкий продув цистерн головного баласту. Занурившись до того часу на глибину 115 метрів човен почав спливати. Під час вибуху великий внесок для порятунку човна зробив командир БЧ-5 В. П. Карпов. Човен без подальших пригод самостійно повернувся на базу. Вибух утворив пробоїну діаметром близько 80 мм. Причиною аварії було визнане вибухове розкладання перекису водню спричинене забрудненням зовнішнього клапана завантажувального трубопроводу окалиною і сумішами.
На думку фахівців, підводний човен німецького проєкту XXVI, котрий був прототипом С-99, при аналогічній аварії би неодмінно затонув.
Для усунення наслідків аварії був потрібен вартісний ремонт з заміною ПГТУ, котрий був визнаним недоцільним.
3 серпня 1961 року човен був виведений з бойового складу флоту і переданий ЦНДІ-138 ВМФ. 28 лютого 1964 виключений зі складу ВМФ і переданий для демонтажу і реалізації. 15 травня 1964 року екіпаж човна був розформований.

## Сучасний статус і перспективи
Порізаний на брухт.

## Оцінка проєкту
В акті прийому човна було відмічено високу швидкість човна і велику дальність плавання повним ходом. Швидкість у 20 вузлів (38 км/год) робила його найшвидшим на тодішньому флоті. Але про великій швидкості виникав сильний шум, що демаскуював човен і перешкоджав роботі штатних гідроакустичних засобів. Це протиріччя виникло вперше і вирішується по-сьогодні.
Велика Британія і США захопили німецькі парогазотурбінні човни U-1406 і U-1407 відповідно. Американці не змогли відремонтувати отриманого човна і його списали, а британці відремонтували турбіну шляхом заміни на нову трофейну, після чого провели випробовування човна, ввівши на флот під назвою «Метеорит», і до 1956 року створили два експериментальні парогазотурбінні човни S30 і S40 типу «Експлорер». Вони мали швидкість 25 вузлів, але мали менше водозаміщення, близько 1000 т (на них не було озброєння).

## Представники
| Назва | Місце будівництва (заводський номер)                 | Закладений    | Спущений на воду | Прийнятий флотом (Флот) | Виведений з флоту |
| ----- | ---------------------------------------------------- | ------------- | ---------------- | ----------------------- | ----------------- |
| С-99  | Ленінград, суднобудівельний завод № 196 (зав. № 617) | 5 лютого 1951 | 5 лютого 1952    | травень 1956 (БФ)       | 3 серпня 1961     |

## Типи аеробних підводних човнів
| Типи аеробних підводних човнів | Типи аеробних підводних човнів                 |
| ------------------------------ | ---------------------------------------------- |
| Велика Британія                | «Експлорер»                                    |
| СРСР                           | 651Е                                           |
| ФРН                            | 212 \| 214 \| 216                              |
| Швеція                         | «Вестерєтланд» \| «Готланд» \| «Сьодерманланд» |
| Франція                        | «Сага»                                         |
| Японія                         | «Харусіо» \| «Сорю» \|                         |
| Третій Рейх                    | X-B \| XXVI                                    |